# Célula de Renshaw
As células de Renshaw são interneurônios do corno anterior da medula espinal. Eles são pequenos neurônios inibitórios, multipolares e de associação homolateral . 
Destacam-se principalmente três tipos de interneurônios:
- Interneurônios Ia,
- Interneurônios IIb,
- Células de Renshaw.

Essas três categorias de interneurônios fazem parte dos diferentes circuitos partindo das fibras sensoriais do fuso muscular (os Ia) ou das do órgão tendinoso de Golgi (os Ib)
As células de Renshaw recebem uma projeção colateral excitatória de um neurônio motor alfa, com o qual forma, em retorno, uma sinapse glicinérgica inibitória. O motoneurônio alfa, então, se autoinibe por intermédio da célula de Renshaw. Essa células faz também sinapses com outros motoneurônios do músculo, os motoneurônios gama dos músculos sinérgicos, além de neurônios intermediários inibidores dos músculos antagonistas, ativados indiretamente
Por suas diferentes conexões, o papel da célula de Renshaw é a regulação da contração, permitindo a transmissão de estímulos mais fracos, fisiológicos, mas limitando uma ação excessiva do motoneurônio, que poderia levar a contrações convulsivas.
Os receptores sinápticos de glicina podem ser bloqueados por estricnina, um alcaloide retirado da noz-vômica. Em baixas doses, essa molécula pode agir como estimulante, mas em doses mais altas é um veneno mortal, indutor de tetania.
R